# Erigeron nematophyllus
Erigeron nematophyllus là một loài thực vật có hoa trong họ Cúc. Loài này được Rydb. mô tả khoa học đầu tiên năm 1905.